# Fernando Colunga
Fernando Colunga Olivares (Mexico City, 3. ožujka 1966.) je meksički glumac poznat po ulogama u meksičkim telenovelama.

## Filmografija

### Uloge u telenovelama
- "El Conde: Amor y honor" kao Alejandro Gaitán / Count Joaquín de Montenegro (2022.)
- "Pasión y Poder" kao Eladio Gomez Luna (2015.)
- "Kad srce kaže da (porque el amor manda)" kao Jesús "Chucho" García (2012.)
- "Soy tu dueña" kao Jose Miguel Montesinos (2010.)
- "Odavde do vječnosti" kao Eduardo Juarez / Franco Santoro (2008. – 2009.)
- "Strast" kao Ricardo de Salamanca / Ricardo Lopez de Carvajal (2007. – 2008.)
- "Zora" kao Luis Manrique y Arellano (2005. – 2006.)
- "Istinska ljubav" kao Manuel Fuentes Guerra (2003.)
- "Navidad sin Fin" kao Pedro (2001.)
- "Abrazame muy fuerte" kao Carlos Manuel Rivero (2000. – 2001.)
- "Cuento de Navidad" kao Jaime Rodriguez Coder (1999.)
- "Nunca te olvidare" kao Luis Gustavo Uribe del Valle (1999.)
- "Otimačica" kao Carlos Daniel Bracho (1998.)
- "Esmeralda" kao Jose Armando Peñarreal De Velasco (1997.)
- "Alondra" (1995.)
- "María la del Barrio" kao Luis Fernando de la Vega (1995.)
- "Más allá del puente" (1994.)
- "Marimar" kao Adrian Rosales (1994.)
- "Madres Egoistas" (1993.)
- "María Mercedes" kao Chicho (1992.)
- "Cenizas y diamantes (1990.)

### Uloge u filmovima
- Ladrón que roba a ladrón (2007.)